# أليسون غيرتز
أليسون غيرتز (بالإنجليزية: Alison Gertz)‏ هي ناشِطة أمريكية، ولدت في 27 فبراير 1966 في مانهاتن في الولايات المتحدة، وتوفيت في 8 أغسطس 1992 في وستهامبتون بيتش في الولايات المتحدة بسبب ذات الرئة.